# Esporão (Tábua)
Esporão é uma pequena aldeia na freguesia de  Midões, Município de Tábua, Distrito de Coimbra. Segundo censo de 2011, havia 53 residentes.